# Агюм
Агюм (нід. Aegum, фриз. Eagum) — село в нідерландській провінції Фрисландія. Входить до муніципалітету Леуварден.
Його площа становить 1,72км², а населення станом на 2021 рік складало 35 осіб.
Перша згадка про населений пункт датується 1503 роком.